# Ивичест кремък
Ивичестият кремък е декоративен вид кремък, отличаващ се с концентрично, повече или по-малко правилно, подреждане на тъмни и светли ивици или слоеве, често създаващи много впечатляващи фигури.

## Описание
В Полша се среща под формата на конкреции (до 2 m) или слоеве в скалите от горна юра, главно в района на Кшемьонки Опатовске и в североизточния край на Гури Швентокшиске. Макар и рядко се среща и в скалите от горна юра в останалите части на Гури Швентокшиске. Среща се и във вторични отлагания, пренесени там от ледената покривка. Основният компонент на полския ивичест кремък е силициевият диоксид (95%), като доминиращ е кварцът, а по-малко е халцедонът. Ивиците са резултат от променящ се брой микропори, като по-светлите части имат много такива, а по-тъмните – по-малко. Генезисът на полския ивичест кремък не е напълно изяснен, но се смята, че се е образувал в седиментите на морското дъно по време на или малко след седиментацията, а източникът на силициев диоксид вероятно са хидротермални разтвори.
Добиван още през неолита и ранната бронзова епоха в района на Сандомеж, Илжа и Островец Швентокшиски, той е бил използван за направата на каменни брадви с магическо и ритуално значение.
Ивичестият кремък притежава трите най-важни характеристики на ювелирния камък: рядкост, декоративност и подходяща твърдост.
Начало на използването на кремъка в бижутерията слага златарят Цезари Лютович от Сандомеж през 1972 г., повлиян от проф. Зджислав Мигашевски, геолог и преподавател в университет „Ян Кохановски“ в Келце.